# Jason Burnell
Jason Scott Burnell, né le 15 août 1997, à DeLand, en Floride, est un joueur américain de basket-ball. Il évolue au poste d'ailier fort.

## Biographie

### Carrière universitaire
Entre 2015 et 2016, il joue pour les Eagles à l'université du Sud de la Géorgie.
Entre 2016 et 2017, il joue au St. Petersburg College (en).
Entre 2017 et 2019, il joue pour les Gamecocks à l'université d'État de Jacksonville.

### Carrière professionnelle

#### Pallacanestro Cantù (2019-2020)
Le 20 juin 2019, il n'est pas sélectionné lors de la draft 2019 de la NBA.
Le 17 juillet 2019, il signe son premier contrat professionnel avec le club italien du Pallacanestro Cantù.

#### Dinamo Sassari (depuis 2020)
Le 6 juin 2020, il reste en Italie et signe avec le club du Dinamo Sassari.
Le 8 juillet 2021, il prolonge son contrat avec Sassari.

## Statistiques
gras = ses meilleures performances

### Universitaires
| Saison    | Équipe                      | Matchs | Titul. | Min./m | % Tir | % 3pts | % LF | Rbds/m. | Pass/m. | Int/m. | Ctr/m. | Pts/m. |
| --------- | --------------------------- | ------ | ------ | ------ | ----- | ------ | ---- | ------- | ------- | ------ | ------ | ------ |
| 2015-2016 | Georgia Southern            | 23     | 1      | 8,0    | 33,8  | 29,3   | 57,1 | 1,65    | 0,30    | 0,35   | 0,22   | 2,87   |
| 2016-2017 | St. Petersburg College (en) | -      | -      | -      | -     | -      | -    | -       | -       | -      | -      | -      |
| 2017-2018 | Jacksonville State          | 35     | 18     | 25,4   | 51,1  | 33,8   | 78,8 | 6,00    | 1,83    | 0,83   | 1,00   | 11,23  |
| 2018-2019 | Jacksonville State          | 32     | 32     | 33,8   | 50,7  | 31,9   | 80,1 | 9,62    | 3,06    | 1,06   | 0,91   | 17,19  |
| Carrière  | Carrière                    | 90     | 51     | 23,9   | 49,1  | 32,1   | 79,0 | 6,18    | 1,88    | 0,79   | 0,77   | 11,21  |

## Palmarès
- First-team All-OVC (2019)